# Jiří Vasmut
Jiří Vasmut (vlastním jménem Waszmuth), psáno též Jiří Wasmut (21. dubna 1903 Plzeň – 6. května 1958 Praha), byl český divadelní a rozhlasový herec a režisér.

## Studium, divadelní začátky
Absolvoval reálné gymnázium a v letech 1920–1924 studoval na dramatickém oddělení Státní konzervatoře v Praze. Spolu s dalšími konzervatoristy (Ladislav Boháč, František Salzer, Václav Trégl, Miloslav Jareš, Nina Bártů, Bohuš Záhorský a další) vystupoval pod hlavičkou Volného sdružení posluchačů konzervatoře a jako Scéna adeptů na různých místech Prahy a s nimi také v Legii malých v pražských Holešovicích.
Již během studia konzervatoře vystupoval také jako člen „Sborů elévů“ v menších rolích v pražském Národním divadle a spolupracoval s rozhlasem (Radiožurnál).
Jeho dcerou, z prvního manželství je herečka Jana Vasmutová (* 1931), jeho druhou manželkou byla známá subreta Nina Ninon (1908–1970).

## Divadelní angažmá
Po absolvování Konzervatoře a po vojenské službě nastoupil do prvního angažmá ve Švandově divadle na Smíchově. Od roku 1929 působil pak v Moderním studiu Jiřího Frejky, se kterým se seznámil již v Legii malých. Následně byl angažován jako herec a režisér v pražském Intimním divadle a v olomouckém Českém divadle. V letech 1935 až 1937 byl angažován jako člen činohry Národního divadla v Praze.

## Rozhlas
S pražským Radiojournalem spolupracoval jako recitátor již v době studií na pražské Konzervatoři. První roli v rozhlasové hře však získal až v roce 1934 (Heinrich Heine: Almansor, režie Jindřich Honzl). Od roku 1937 začal v rozhlase sám režírovat. Od 1. dubna 1940 zde získal trvalé zaměstnání. V rozhlase pracoval až do roku 1958. Svůj život ukončil v den, kdy byl okolnostmi v rozhlase přinucen podepsat výpověď.

## Divadelní role, výběr
- 1922 F. X. Svoboda: Čekanky, role: Druhý správce, Stavovské divadlo, režie Karel Želenský (Jiří Vasmut jako člen sboru elévů)
- 1922 Josef Čapek, Karel Čapek: Ze života hmyzu, II.mravenec-voják, Národní divadlo, režie K. H. Hilar
- 1922 F. M. Dostojevskij: Bratři Karamazovi, Kočí Andrej, Stavovské divadlo, režie Jaroslav Hurt
- 1923 J. W. Goethe: Faust, První op/kočkodan, Národní divadlo, režie Vojta Novák
- 1923 Alois Mrštík, Vilém Mrštík: Maryša, Rekrut, Národní divadlo, režie Václav Vydra st.
- 1924 William Shakespeare: Romeo a Julie, Měšťan, Národní divadlo, režie K. H. Hilar
- 1929 Yamada Kakashi: Hra o Asagao, Hospodský, Moderní studio, režie Jiří Frejka
- 1929 Václav Lacina: Kocour Felix v Čechách, Malý Bosko/Vypravěč, Moderní studio, režie Jiří Frejka
- 1929 William Shakespeare: Romeo a Julie, Merkucio, Moderní studio, režie Jiří Frejka
- 1929 Brandon Thomas, Jiří Frejka: Charley-ho nová teta, Hugo, Moderní studio, režie Jiří Frejka
- 1929 Jules Romains: Kumpáni, Broudier, Moderní studio, režie Jiří Frejka
- 1936 William Shakespeare: Julius Caesar, Hadač, Národní divadlo, režie Jiří Frejka
- 1936 Ivo Vojnovič: Smrt matky Jugovičů, Stařec, Národní divadlo, režie Jaroslav Kvapil
- 1936 Vladislav Vančura: Jezero Ukereve, Dr. Heppenheim, Stavovské divadlo, režie Jiří Frejka
- 1937 Karel Čapek: Bílá nemoc, Generál, Stavovské divadlo, režie Karel Dostal
- 1937 William Shakespeare: Jak se vám líbí, Vilém, Stavovské divadlo, režie Jiří Frejka
- 1937 Alois Jirásek: Lucerna, Žán, Národní divadlo, režie Vojta Novák

## Rozhlasové role, výběr
- 1936 N. V. Gogol: Mrtvé duše aneb Dobrodružství Čičikova, Gubernátor, režie Jindřich Honzl
- 1938 A. Dumas: Tři mušketýři, Bonacieux, režie Miloslav Jareš
- 1938 Karel Čapek: Bílá nemoc, Otec, režie Miloslav Jareš

## Rozhlasové režie, výběr
- 1939 Ignát Herrmann: Vdavky Nanynky Kulichovy
- 1941 Pavel Suk: Všední příběh
- 1941 Robert Gelm: Čtvrtý nepřichází
- 1941 Josef Opluštil: Jeli tudy komedianti (rozhlasový kolaborantský skeč)
- 1941 H. Ch. Andersen: Děvčátko se sirkami
- 1942 František Jungbauer: Honza a lodička
- 1942 Olga Barényi: Sanatorium Božský klid[8] (hlavní role: Antonín Zíb, Anna Letenská, Marie Motlová)[9]
- 1942 Zdeněk Jirotka: Hloupý milionář
- 1942 Miroslav Ponc: Žabí škola
- 1943 Eduard Fiker: Polibek pod jmelím
- 1944 Bohumil Schweigstill: O černém rytíři
- 1945 J. K. Tyl: Jiříkovo vidění
- 1945 H. Meilhac, A. Millaud: Mamzele Nitouche
- 1945 Jan Neruda: Prodaná láska
- 1947 Luděk Pacák: První rozhlasová legenda nazvaná maňánská
- 1950 Václav Jelínek: Z jednoho krajíce
- 1950 N. V. Gogol: Ženitba
- 1952 V. K. Klicpera: Hadrián z Římsů (roli Srpoše četl Vlasta Burian)
- 1953 František Janura: Ze soudní síně – Lišáci a lištičky
- 1953 Karel Poláček: Bylo nás pět (12 dílů na pokračování, četl František Filipovský)
- 1954 Jaroslav Hašek: Dobročinnost
- 1954 Karel Čapek: Pohádka pošťácká (vyprávěl Václav Voska)
- 1957 Leonid Leonov: Vpád
- 1958 Jacques Offenbach: Ostrov Tulipatan (premiéra až po smrti J. Vasmuta[10])

## Filmografie
- 1936 Velbloud uchem jehly, role: vrátný v továrně, režie Hugo Haas a Otakar Vávra
- 1937 Lidé na kře, jednatel S.K. Kladno, režie Martin Frič
- 1948 Křižovatka života, komentář (mluví), režie Ludvík Toman
- 1948 Ves v pohraničí, přednosta úřadu, režie Jiří Krejčík